# Орован, Эгон
Э́гон О́рован (венг. Orován Egon, англ. Egon Orowan; 2 августа 1902, Обуда, Будапешт — 3 августа 1989, Кембридж, Массачусетс) — венгерский/британский/американский физик и металлург.
Член Лондонского королевского общества (1947), Национальной академии наук США (1969).

## Биография
Орован родился в районе Обуда Будапешта. Его отец, Бертольд, был инженером машиностроения и управляющим завода, а его мать, Йозефина Шагвари Шпицер (нем. Josephine Ságvári Spitzer), была дочерью бедного землевладельца. В 1928 году Орован начинает обучение в Берлинском техническом университете по специальности механика и электротехника, но вскоре переводится на физическое отделение, в 1932 году защищает докторскую на тему трещины в слюдах. Затем он испытывает некоторую трудность в поиске работы по специальности и проводит последующие несколько лет, живя со своей матерью и продолжая работать над своим докторским исследованием.